# Les Pierrafeu
Cet article concerne la série télévisée. Pour le film, voir La Famille Pierrafeu (film).
La Famille Pierrafeu ou Les Pierrafeu au Québec et lors de sa première diffusion en France (The Flintstones) est une série télévisée d'animation américaine en 166 épisodes de 25 minutes, créée par William Hanna et Joseph Barbera et diffusée entre le 30 septembre 1960 et le 1er avril 1966 sur le réseau ABC. Diffusée en première partie de soirée, elle connaît alors un immense succès.

## Diffusion
En France, la série est diffusée pour la première fois le 27 avril 1963 sur RTF Télévision sous le nom Les Pierrafeu,. Rediffusion en novembre 1989 dans Cabou Cadin sur Canal+. Puis à partir du 22 septembre 1990 dans l'émission Hanna-Barbera Dingue Dong sur Antenne 2, puis sur Cartoon Network, et ensuite sur Boomerang.
Au Canada, elle est diffusée à partir du 17 septembre 1971 à la Télévision de Radio-Canada, puis rediffusée à partir de février 1987 à TQS jusqu'en 2001, puis à l'automne 2004 sur le réseau TVA, Prise 2 en 2007 et Télétoon Rétro en 2013. En Belgique, la série est diffusée sur Club RTL, puis sur La Une.
Le nom de Flintstones est proche du sponsor de la série : les cigarettes Winston (stone…).
Les cigarettes seront présentes lors des épisodes, et provoqueront une loi d'interdiction des partenariats commerciaux pour les programmes pour enfants, très présents aux États-Unis à cette époque.

## Synopsis
Tout se passe à l'âge de la pierre dans une ville appelée Caillouville (St-Granit en VQ), mais où la société est exactement la même que celle des États-Unis dans la deuxième moitié du XXe siècle. C’est une version fantaisiste de la préhistoire où des dinosaures, des ptérodactyles, des tigres à dents de sabre, des mammouths laineux et d'autres animaux disparus depuis longtemps coexistent avec des hommes des cavernes, qui emploient une technologie équivalente à celle du XXe siècle en se servant surtout de divers animaux comme outils. Les personnages conduisent des voitures faites de pierre ou de bois et de peaux de bêtes, et actionnées grâce à l'essence, bien qu'on ait besoin de se servir de ses pieds pour les mettre en route. Les personnages ont beau relever théoriquement de l'âge de la pierre, cela n'a nullement empêché ses créateurs de produire un épisode pour Noël non seulement dans la série originale mais encore pour les décennies qui ont suivi. Sur l'Internet, cette particularité a nourri la théorie selon laquelle les Pierrafeu ne seraient pas à l'époque préhistorique mais dans un futur lointain, au-delà même de l'univers des Jetsons (une autre création de Hanna-Barbera), qu'ils ont déjà visité d'ailleurs.

## Personnages

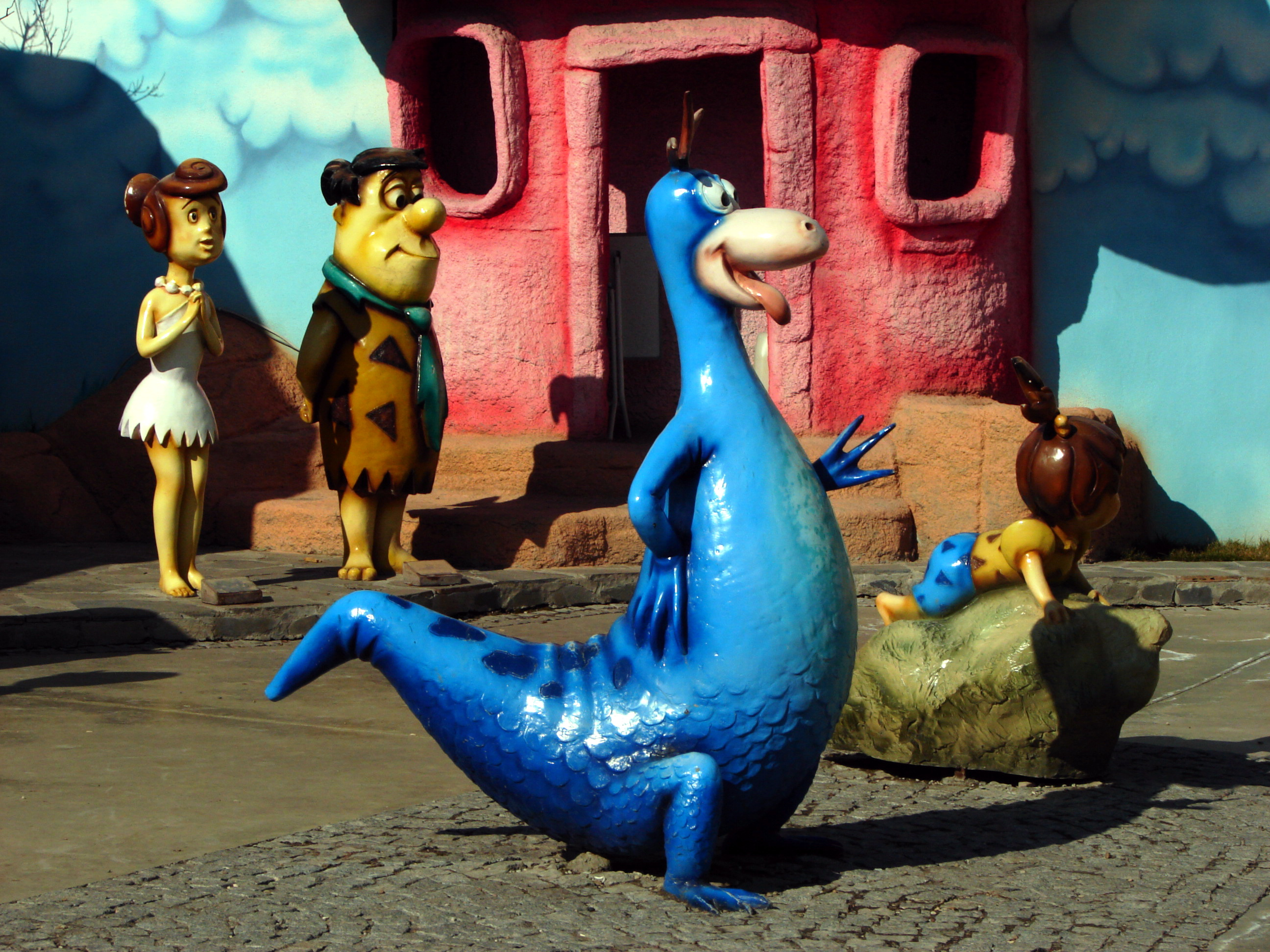
Figurines de Wilma, Fred, Dino et Pépite, au parc d'attractions Pays des merveilles (Harikalar Diyarı) d'Ankara, en Turquie.

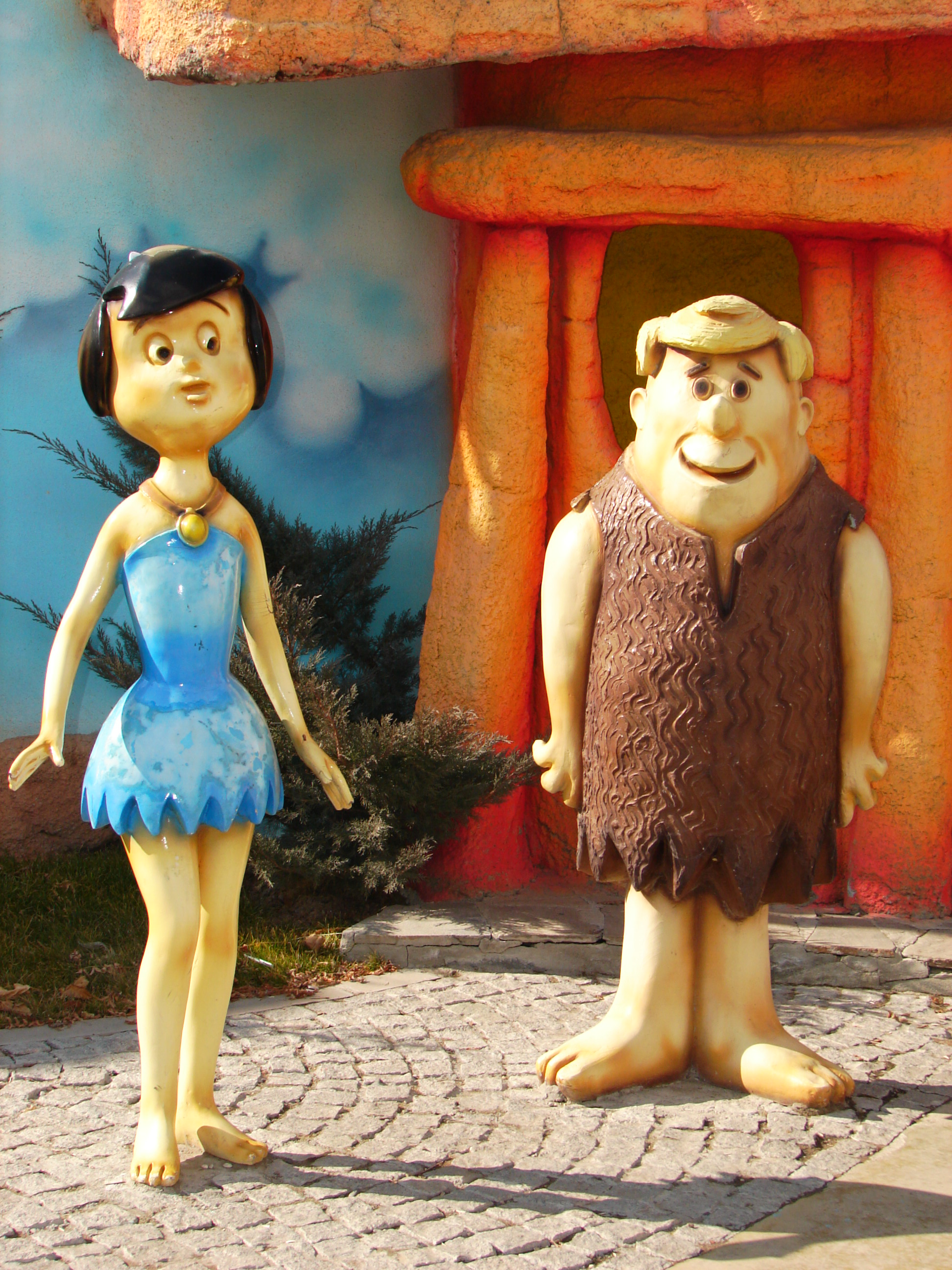
Figurines de Betty et Barney, au parc d'attractions Pays des merveilles d'Ankara.

| Nom anglais                                                                   | Nom français           | Nom québécois              |
| Personnages principaux                                                        | Personnages principaux | Personnages principaux     |
| ----------------------------------------------------------------------------- | ---------------------- | -------------------------- |
| Fred Flintstone                                                               | Fred Pierrafeu         | Fred Caillou               |
| Wilma Pebble Slaghoople Flintstone, sa femme                                  | Wilma Pierrafeu        | Délima Caillou (née Galet) |
| Pebbles Flintstone, sa fille                                                  | Pépite Pierrafeu       | Agathe Caillou             |
| Dino, son dinosaure domestique                                                | Dino                   | Dino                       |
| Baby Puss, son chat à dents de sabre domestique                               | Puss                   | Ralbol                     |
| Barney Rubble                                                                 | Barney Laroche         | Arthur Laroche             |
| Betty Rubble, sa femme                                                        | Betty Laroche          | Bertha Laroche             |
| Bamm-Bamm Rubble, son fils                                                    | Bam-Bam Laroche        | Boum-Boum Laroche          |
| Hoppy, son hopparou domestique                                                | Hoppy                  | Hoppy                      |
| Personnages secondaires                                                       |                        |                            |
| Ed Flintstone, père de Fred                                                   | Édouard Pierrafeu      | Édouard Caillou            |
| Edna Hardrock, mère de Fred                                                   |                        |                            |
| Tex Hardrock, oncle maternel de Fred                                          |                        | Oncle Eustache             |
| Jemina Hardrock, tante maternelle de Wilma                                    |                        |                            |
| Eddy Alfaro, majordome de Fred                                                |                        |                            |
| Zeke Flintstone, oncle paternel de Fred                                       | Zeke Pierrafeu         | Zeke Caillou               |
| Uncle Giggles, oncle de Fred                                                  |                        |                            |
| Pearl Pebbles-Pebbles Slaghoople, mère de Wilma                               | Perle Slaghople        |                            |
| Mr. Slate, patron de Fred                                                     | M. Ardoise             | M. Miroc                   |
| Arnold                                                                        | Arnold                 | Arnold                     |
| Joe Rockhead, ami de Fred                                                     | Joe                    | Joe Tête-de-Pierre         |
| Sam Slagheap, the Grand Poobah, chef de l'Ordre loyal des bisons des prairies | Le Grand Boubou        | Le Grand Boubou            |
| The Great Gazoo, extra-terrestre                                              | Grand Gazou            | Grand Gazou                |
| The Gruesomes, voisins des Pierrafeu                                          | Les Mur-de-pierre      | Les Laffreux               |

## Distribution

### Voix originales
- Alan Reed : Fred Flintstone
- Jean Vander Pyl : Wilma Flintstone / Pebbles Flintstone
- Mel Blanc : Barney Rubble / Dino
- Gerry Johnson : Betty Rubble (1960-1964)
- Bea Benaderet : Betty Rubble (1964-1966)
- Don Messick : Bamm-Bamm Rubble
- John Stephenson : Mr. Slate
- Harvey Korman : The Great Gazoo

### Voix québécoises
- Paul Berval : Fred Caillou
- Denise Proulx : Délima Galet-Caillou
- Claude Michaud : Arthur Laroche
- Monique Miller : Bertha Laroche
- Ève Gagnier : Agathe Caillou; voix variées
- Mirielle Lachance : Boum-Boum Laroche et Arnold, le livreur de journaux
- Benoît Marleau : Dino
- Jean Besré : Charlot
- Luc Durand : Joe Tête-de-Pierre et Monsieur Croque-Mitaine
- Denise Filiatrault : Madame Croque-Mitaine
- Béatrice Picard et Janine Fluet (en alternance) : Madame Galet (mère de Délima)
- Janine Sutto : Grand-mère Lance-Roche; voix variées
- Serge Turgeon : Grand Boubou
- Claude Préfontaine : Grand Gazou
- Jacques Brouillet : Georges Miroc (patron de Fred)

 Source et légende : version québécoise (VQ) sur Doublage.qc.ca

### Voix françaises
- Roger Carel : Fred Pierrafeu, Dino, Voix additionnelles
- Évelyne Grandjean : Wilma Pierrafeu
- Gérard Hernandez : Barney Laroche, Voix additionnelles
- Jean-Claude Donda : Barney Laroche (Voix de remplacement), Voix additionnelles.
- Laurence Crouzet : Betty Laroche
- Philippe Dumat : Joe
- Jackie Berger : Pépite Pierrafeu et Arnold

## Commentaires

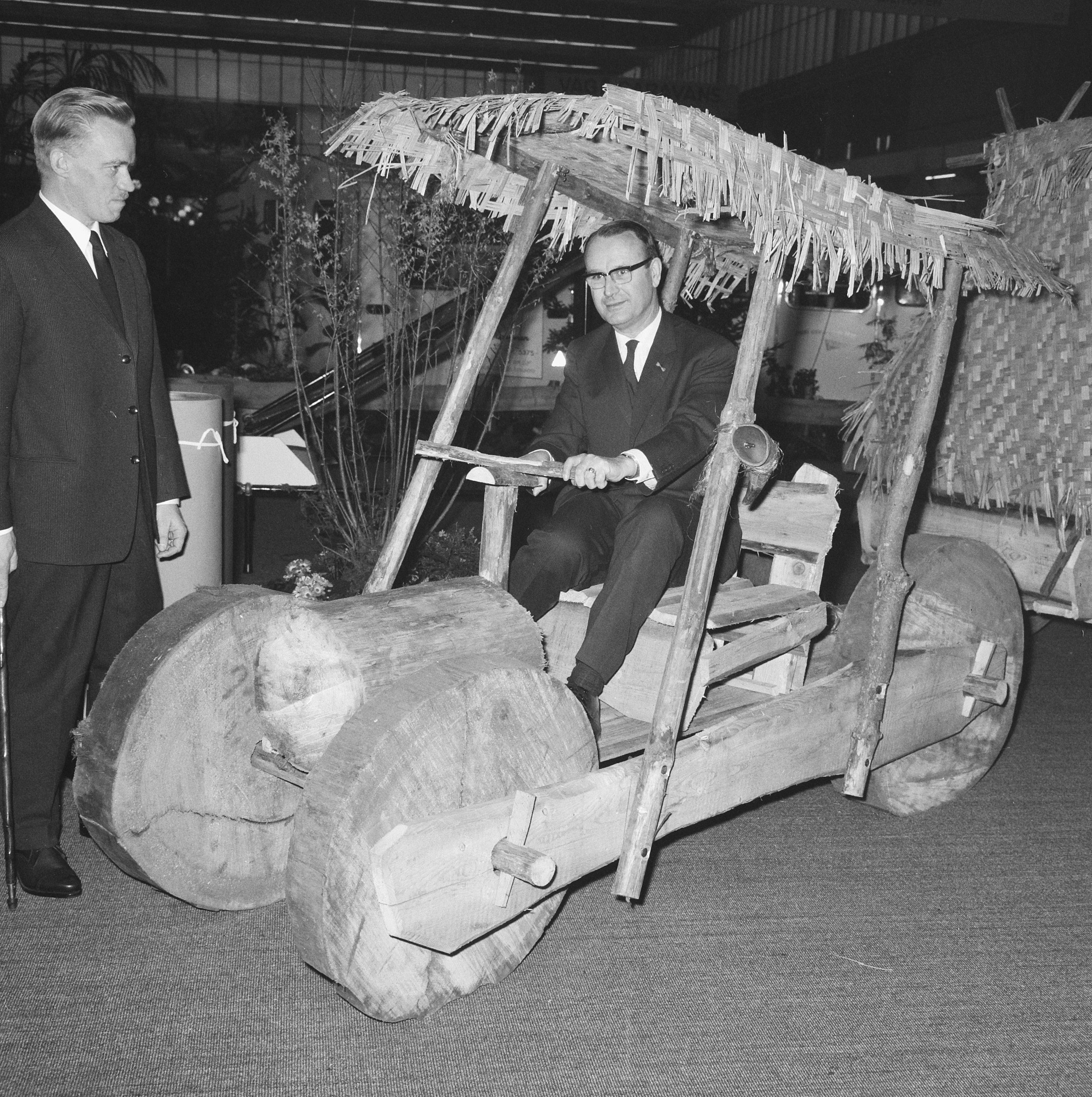
Automobile de Pierrafeu, une attraction du Salon de la caravane au RAI Amsterdam, dans laquelle a pris place Ferdinand Jan Kranenburg, commissaire de la Reine en Hollande-Septentrionale, le 29 janvier 1965.

Le dessin animé tire directement ses personnages de la série télévisée The Honeymooners (1955-1956) : Fred Pierrafeu (Fred Caillou au Québec), le mari turbulent et sa douce et calme épouse Wilma (Délima au Québec), inspirés de la famille Kramden, et leurs voisins et amis Barney (Arthur au Québec) Laroche et son épouse Betty (Bertha au Québec), inspirés de la famille Norton. Plus tard apparaîtront Pépite Pierrafeu (Agathe au Québec), fille de Fred et Wilma, et Bam-Bam Laroche (Boum-Boum au Québec), fils adoptif de Barney et de Betty. Les Pierrafeu possèdent un petit dinosaure domestique nommé Dino, qui se comporte comme un chien, et les Laroche possèdent une sorte de kangourou nommé Hoppy. Fred Pierrafeu travaille à la carrière Miroc pour différents patrons dont le plus connu est M. Miroc.
L'histoire se déroulant à l'âge de la pierre, plusieurs noms des personnages font référence aux minéraux : Fred Flintstone (« silex » en anglais), Barney Rubble (« gravats » en anglais), ainsi que des noms de célébrités modifiées comme Cary Granite, Stony Curtis et Ann-Margrock. Le nom de la carrière Miroc (dans le doublage québécois) vient de l'ancienne carrière Miron (fermée en 1986), située dans l'arrondissement Villeray de Montréal, en bordure de l'arrondissement Ahuntsic.
L'une des sources d'humour est d'utiliser les animaux comme objets de technologie. Par exemple, lorsque les personnages prennent des photos avec une caméra instantanée, à l'intérieur de la caméra se trouve un oiseau qui grave l'image sur une tablette en roche. Un autre instrument généralement vu dans la série est le bébé mammouth laineux dont la trompe est employée comme aspirateur. Les avions, dans le cas du voyage à Hollyrock par exemple, parodie d'Hollywood, sont représentés comme des ptérodactyles.
Dans les années 1970, cette série a donné naissance à une série dérivée (ou spin off) intitulée Les Petits Pierrafeu (The Pebbles and Bamm-Bamm Show), adaptée aussi sous forme de comic books par Archie Comics. La série mettait en vedette Agathe Caillou et Boum-Boum Laroche (VQ) pendant leur adolescence, tout comme celle de leurs nouveaux amis : Moonrock, Wiggy, Penny et Cindy. Dans les années 1980, une autre série dérivée elle aussi intitulée Les Pierrafeu en culottes courtes (The Flintstone Kids) a vu le jour, narrant l'enfance de Fred, Barney, Wilma et Betty en compagnie de leur animal de compagnie, Dino.

### Doublage
Le doublage québécois a grandement contribué au succès de la série chez les francophones d'Amérique du Nord. En effet, contrairement à la majorité des doublages réalisés au Québec, l'accent et le français québécois typiques, où abondent les références culturelles locales, ont été préférés au « français international ». On y retrouve des comédiens célèbres de l'époque dont Paul Berval (Fred Caillou), Denise Proulx (Délima Caillou), Claude Michaud (Arthur Laroche), Monique Miller (Bertha Laroche) et Benoît Marleau (Dino). Plusieurs autres artistes y font des apparitions comme Jean Besré (Charlot), Luc Durand (Joe Tête-de-Pierre), Béatrice Picard et Janine Fluet (mère de Délima), Janine Sutto (grand-mère Lance-Roche) et Serge Turgeon (Grand Boubou). Cet accent a par la suite assuré le succès de plusieurs films, tels que Slap Shot (Lancer-frappé au Québec) ou Flodder (Les Lavigueur déménagent au Québec), ou séries comme Les Simpson.
Les épisodes diffusés de 1993 à 1995 sur Cartoon Network reprenaient ce doublage - avec en prime, la chanson du générique en français - contrairement aux épisodes précédemment diffusés en France, dotés du doublage réalisé en France avec les comédiens habituels des cartoons Hanna-Barbera de l'époque : Roger Carel (Fred Pierrafeu), Gérard Hernandez (Barney Laroche), Evelyne Grandjean (Wilma Pierrafeu) et Laurence Crouzet (Betty Laroche)[réf. nécessaire].
Aucun des acteurs québécois du doublage originel n'a repris du service lors du film en prises de vues réelles produit par « Steven Spielrock » en 1994. D'autres acteurs tels que Yves Corbeil (Fred Caillou) furent choisis. Ce doublage est disponible sur le Laserdisc NTSC canadien et le DVD zone 1. La version française de la zone 2, elle, a privilégié les voix « habituelles » des comédiens et non celles du dessin animé : John Goodman (Fred) est doublé par Jacques Frantz et Rick Moranis (Barney) par Luq Hamet, qui avait été le présentateur de l'émission Hanna-Barbera Ding-Dong.

## Adaptations

### Films d'animation
- 1966 : L'Agent Pierrafeu 007 (The Man Called Flintstone) de Joseph Barbera et William Hanna

### Téléfilms d'animation
- 1977 : Le Joyeux Noël des Pierrafeu (A Flintstone Christmas) de Charles A. Nichols
- 1978 : Flintstones: Little Big League de Chris Cuddington
- 1986 : The Flintstones' 25th Anniversary Celebration de Robert Guenette
- 1987 : Quand les Jetson rencontrent les Pierrafeu (The Jetsons Meet the Flintstones) de Don Lusk
- 1993 : I Yabba-Dabba Do! de William Hanna
- 1993 : Les Pierrafeu à Hollyrock (Hollyrock-A-Bye Baby) de William Hanna
- 1994 : Le Conte de Noël des Pierrafeu (A Flintstones' Christmas Carol) de Joanna Romersa
- 2001 : The Flintstones: On the Rocks de Chris Savino et David Smith

Note : seules sont listées ici les productions de plus de 60 minutes et non les épisodes spéciaux.

### Films d'animation sortis directement en vidéo
- 2015 : Les Pierrafeu: Catch Préhistorique ! (The Flintstones & WWE: Stone Age SmackDown!) de Spike Brandt et Tony Cervone

### Films en prises de vues réelles
- 1994 : La Famille Pierrafeu ou Les Pierrafeu au Québec (The Flintstones)
- 2000 : Les Pierrafeu à Rock Vegas ou Les Pierrafeu à Viva Rock Vegas au Québec (The Flintstones in Viva Rock Vegas)

## Sorties vidéo
Les coffrets des six saisons de la série sont sortis en DVD avec la version québécoise pour la zone 1 (NTSC) et française en zone 2 (PAL).
L'intégrale est sortie en version Française, sur support Blu-ray en 2020 , incluant des bonus et 2 films.

## Jeux vidéo
Voir Catégorie:Jeu vidéo Les Pierrafeu.